# Художник-постановник
Художник-постановник — це технічно-творча посада у сфері творчих професій. Спочатку термін з'явився в рекламних агентствах і стосувався роботи з наклеюванням (сьогодні — додрукарська підготовка). Художники-постановники тісно співпрацюють з дизайнерами та арт-директорами, щоб втілити дизайн у життя. Головна відмінність «мистецтва виробництва» від дизайну полягає в умінні застосовувати знання додрукарської підготовки для творчих завдань і навчання дизайну під час роботи. Рівень технічної підготовки, необхідний для виконання деяких завдань художника-постановника, можна порівняти з високою інженерною кваліфікацією, особливо в роботі з комп'ютерами.
Колись ця позиція була виключною для друкованих засобів масової інформації електронних засобів масової інформації, таких як веб-сторінки та компакт-диски . Вимоги до навичок художника-продюсера – це творчі навички, друкарське виробництво та практичні знання у використанні художнього програмного забезпечення креативних індустрій. Посадові інструкції художників-постановників зазвичай адаптовані до конкретних потреб компанії. Альтернативні назви посад, такі як спеціаліст з мультимедіа, використовувалися для розширення ролі художників-постановників на розвиток мультимедіа . Мультимедійна робота початкового рівня може включати введення даних або завдання базового рівня програмування .
У компаніях, які надають масовий друк на папері, новинки та виїзний друк реклами, ця посада вимагає енциклопедичного знання стандартів додрукарської підготовки та друку за допомогою різноманітних методів. У таких компаніях ця посада часто є більш високооплачуваною, ніж посада молодшого графічного дизайнера чи настільного видавця, оскільки вона вимагає більш конкретних знань, ніж збір цифрових ресурсів та експорт файлів у стандартизовані формати файлів зображень або мови опису сторінок, такі як Adobe Portable Document Format .
Згідно з істориком коміксів Марком Еванієром, у цій галузі ця посада зазвичай включала «виправлення літер, художнє підправлення, розміщення рекламних та інших редакційних матеріалів і загалом виконання всього, що в офісі потребувало послуг когось, хто міг трохи малювати. " 
Помічник продюсера — схожа посада в кіноіндустрії .